# Sint-Josephkerk (Hooglanderveen)
De Sint-Josephkerk is een rooms-katholieke kerk in de Nederlandse plaats Hooglanderveen. Het gebouw en de geloofsgemeenschap maken deel uit van de rooms-katholieke parochie Onze Lieve Vrouw van Amersfoort.
De kerk is in de jaren 1917 - 1918 gebouwd naar ontwerp van architect Wolter te Riele en wordt gewijd aan Jozef van Nazareth. De eerste steen werd op 2 mei 1917 gelegd en een jaar later is de kerk in gebruik genomen. 
De bakstenen kerk heeft aan de straatzijde een narthex, met daaropvolgend de kerktoren. De kerktoren wordt bekroond met een ingesnoerde naaldspits.
Achter de kerk is een lourdesgrot aanwezig en een aparte kapel gewijd aan Maria. Het kerkorgel dateert uit 1962 en is gemaakt door de firma Vermeulen. In 2025 is een  tabernakel uit de aan de eredienst onttrokken Martelaren van Gorcumkerk in Koog aan de Zaan geplaatst in de Sint-Josephkerk.
De kerk is aangewezen als gemeentelijk monument.
Lijst van kerkgebouwen in Amersfoort